# 297 (số)
297 (hai trăm chín mươi bảy) là một số tự nhiên ngay sau 296 và ngay trước 298.